# Brave the Dark
Brave the Dark ist ein Filmdrama von Damian Harris. Die Premiere des auf einer wahren Begebenheit beruhenden Films mit Jared Harris und Nicholas Hamilton in den Hauptrollen erfolgte Anfang Oktober 2023 beim Heartland International Film Festival. Ende Januar 2025 kam der Film in die US-Kinos. Der Kinostart in Deutschland ist im September 2025 geplant.

## Handlung
Der Schüler Nate hat eine Freundin namens Tina und einen Kumpel namens Johnny. Viele wissen nicht, dass der junge Mann obdachlos ist und in seinem Auto lebt. Als er in ein Elektronikgeschäft einbricht und mit Johnny Stereoanlagen stiehlt, gerät Nate in große Schwierigkeiten und wird von der Schule verwiesen. Johnny hingegen kommt ungeschoren davon, da Nate ihn nicht verrät. 
Stan Deen, der beliebte Englisch- und Schauspiellehrer an Nates Schule, setzt sich für ihn ein und kann eine befreundete Richterin davon überzeugen, eine mildere Strafe zu verhängen. Nates Bewährungshelfer Barney lässt den jungen Mann bei sich zu Hause wohnen und erreicht, dass er wieder zur Schule gehen kann.

## Biografisches
Stan Deen war als Englischlehrer und Theaterregisseur an der Garden Spot High School im Lancaster County tätig. Im Jahr 1967 gründete er Garden Spot Performing Arts. Er verstarb im Jahr 2016.

## Produktion

### Regie und Drehbuch
Regie führte Damian Harris. Der erste Spielfilm des in England geborenen Regisseurs war The Rachel Papers, eine Adaption des gleichnamigen Romans von Martin Amis. Sein Filmdrama Gardens of the Night mit John Malkovich feierte im Februar 2008 bei den Internationalen Filmfestspielen in Berlin seine Premiere. Mit Malkovich in einer Hauptrolle neben Patrick Stewart und Glenn Close besetzte er auch seine Liebeskomödie The Wilde Wedding.
Das Drehbuch schrieben Dale G. Bradley und Lynn Robertson Hay gemeinsam mit John P. Spencer, dem Regisseur und Nathaniel „Nate“ Deen. Letzterer ist der Schüler, um den es in dem 1973 und 1986 spielenden, autobiografischen Film geht. Über seinen Lehrer Stan Deen sagt Nate Deen: „Er war dafür bekannt, das Beste aus anderen herauszuholen, insbesondere im Klassenzimmer, wo er lebhaft und engagiert war und in der Lage war, eine persönliche Verbindung zu Schülern aus allen Gesellschaftsschichten aufzubauen. [...] Ohne Stan Deen wäre ich nicht der Mensch, der ich heute bin.“ Er sei letztendlich für ihn zu einer Vaterfigur geworden. Im Jahr 2018 änderte er ihm zu Ehren seinen Namen offiziell in Nathaniel David Deen. Der Titel des Films wird auf dem Plakat in dem Satz „Sometimes the only Way to see the Light is to Brave the Dark“ aufgenommen.

### Besetzung und Dreharbeiten

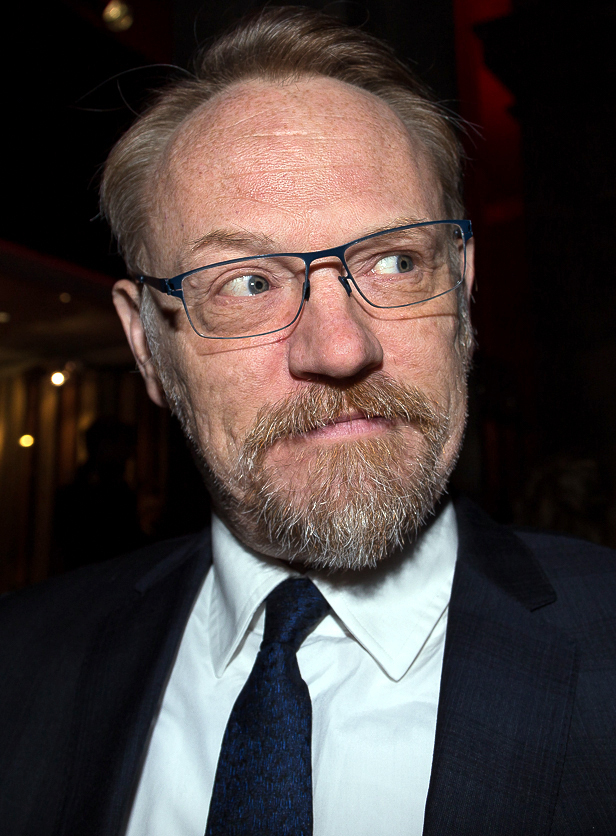
Jared Harris spielt Stan Deen

Der Brite Jared Harris und der australische Nachwuchsschauspieler Nicholas Hamilton spielen in den Hauptrollen den Lehrer Stan Deen und seinen Schüler Nathan „Nate“ Williams. Harris ist insbesondere für seine Rolle in der Miniserie Chernobyl bekannt, in der er den Wissenschaftler Waleri Alexejewitsch Legassow spielt. Hamilton wurde bekannt als Viggo Mortensens Filmsohn in Captain Fantastic – Einmal Wildnis und zurück und in der Rolle von Henry Bowers in Andrés Muschiettis Horrorfilm Es. Jamie Harris, der Bruder von Regisseur Damian Harris und Schauspieler Jared Harris, spielt Nates Bewährungshelfer Barney. Sasha Bhasin spielt Nathans Freundin Tina und Will Price seinen Kumpel Johnny. Daisy Galvis ist in der Rolle der Richterin zu sehen.
Gedreht wurde im Spätsommer und Herbst 2021, unter anderem an der echten Garden Spot High School in Lancaster, an der Nate Deen Schüler war und  Stan Deen unterrichtete, und in dem Haus, in dem der Lehrer früher lebte. Im Oktober 2021 erfolgten Aufnahmen vor der Kulisse der Poplar Neck Bridge in der Nähe von Lancaster. Als Kameramann fungierte Julio Macat.

### Filmmusik und Veröffentlichung
Die Filmmusik komponierten Jacob Yoffee und Roahn Hylton. Sie setzten bei ihrer Arbeit ein Streichorchester ein, insbesondere um Nates schwere Gefühle in seiner Kindheit und in den turbulenten Jahren als Teenager zu unterstreichen. Gemeinsam komponierten Yoffee und Hylton zuvor die Musik für Serien wie Bel-Air und Wunderbare Jahre. Im Januar 2025 veröffentlichte Grey Cat Records den Song Never Alone. Das Lied wurde von Hamilton und der Singer-Songwriterin Belinda Carlisle geschrieben und eingesungen. Das komplette Soundtrack-Album mit insgesamt 16 Musikstücken soll am 24. Januar 2025 von Lakeshore Records veröffentlicht werden.
Die Premiere von Brave the Dark fand am 6. Oktober 2023 beim Heartland International Film Festival statt. Im weiteren Verlauf des Monats wurde er beim Newport Beach Film Fest und beim San Diego International Film Festival vorgestellt. Am 11. November 2023 wurde der Film beim Cork Film Festival erstmals in Europa gezeigt. Der US-Kinostart war am 24. Januar 2025. Am 18. September 2025 soll der Film in die deutschen Kinos kommen.

## Rezeption

### Kritiken
Von den bei Rotten Tomatoes aufgeführten Kritiken sind 73 Prozent positiv.

### Auszeichnungen
Heartland International Film Festival 2023
- Auszeichnung mit dem Overall Audience Choice Award[14]

Newport Beach Film Festival 2023
- Auszeichnung als Bester US-Film mit dem Publikumspreis[15]

San Diego International Film Festival 2023
- Nominierung im Narrative Competition[8]